# 덕곡면 (고령군)
덕곡면(德谷面)은 대한민국 경상북도 고령군의 북서쪽에 위치한 면이다.

## 행정 구역
| 법정리 | 한자명 | 행정리           | 비고            |
| ------ | ------ | ---------------- | --------------- |
| 가륜리 | 加倫里 | 가륜1리, 가륜2리 |                 |
| 노리   | 老里   | 노1리, 노2리     |                 |
| 반성리 | 盤城里 | 반성1리, 반성2리 |                 |
| 백리   | 白里   | 백1리, 백2리     |                 |
| 본리리 | 本里里 | 본리1리, 본리2리 |                 |
| 예리   | 禮里   | 예리             | 면사무소 소재지 |
| 옥계리 | 玉溪里 | 옥계리           |                 |
| 용흥리 | 龍興里 | 용흥리           |                 |
| 원송리 | 元松里 | 원송리           |                 |
| 후암리 | 後巖里 | 후암1리, 후암2리 |                 |